# Bléruais
Bléruais település Franciaországban, Ille-et-Vilaine megyében. Lakosainak száma 98 fő (2022. január 1.). Bléruais Saint-Maugan, Muel, Saint-Gonlay és Saint-Malon-sur-Mel községekkel határos.

## Népesség
A település népességének változása:
| Lakosok száma | 109  | 86   | 62   | 95   | 107  | 111  | 107  | 102  | 101  | 98   |
|               | 1968 | 1982 | 1990 | 2006 | 2013 | 2015 | 2017 | 2019 | 2020 | 2022 |